# Walter Pritchard
Walter Herbert Pritchard (ur. 14 kwietnia 1910 w Hancock, zm. 31 sierpnia 1982 w Cleveland) – amerykański lekarz kardiolog, w młodości lekkoatleta, długodystansowiec, olimpijczyk.

## Życiorys
Ukończył studia medyczne uzyskując bakalaureat (A.B.) w Hamilton College w Clinton i magisterium (M.D.) na Harvard Medical School. Następnie podjął pracę w szpitalu uniwersyteckim Case Western Reserve University, gdzie spędził resztę życia zawodowego. W 1960 został mianowany profesorem kardiologii na tym uniwersytecie. Kierował wydziałem medycyny w latach 1970–1971, a od 1971 do 1978 był szefem personelu medycznego.
W 1947 wraz z Claude’m Beckiem i Haroldem Feilem dokonał pierwszej skutecznej defibrylacji podczas operacji serca.

## Osiągnięcia sportowe
Wystąpił w biegu na 3000 metrów z przeszkodami na igrzyskach olimpijskich w 1932 w Los Angeles. Dostał się do finału, w którym zajął 8. miejsce.
Był wicemistrzem Stanów Zjednoczonych (AAU) w biegu na 3000 metrów z przeszkodami w 1932
Rekordy życiowe: 
- bieg na 3000 metrów z przeszkodami – 9:18,3 (16 lipca 1932, Palo Alto)